# Спид-скиинг на зимних Олимпийских играх 1992
Соревнования по спид-скиингу на зимних Олимпийских играх 1992 в Альбервиле проводились с 18 по 22 февраля 1992 как показательный вид спорта. Участники соревновались на горнолыжном курорте Лез-Арк департамента Савойя, находящемся в 60 километрах от Альбервиля.
Победители соревнований француз Михаэль Пруфер и финка Тарья Мулари обновили мировые рекорды.
Соревнования были омрачены гибелью швейцарского спортсмена Николя Бошате, который получил несовместимые с жизнью травмы после столкновения со снегоутрамбовывающей машиной на разминке в день финала.

## Результаты
| Дисциплина | Золото                 | Золото       | Серебро                 | Серебро      | Бронза                    | Бронза       |
| Дисциплина | Спортсмен              | Скорость     | Спортсмен               | Скорость     | Спортсмен                 | Скорость     |
| Мужчины    | Михаэль Пруфер Франция | 229,299 км/ч | Филипп Гётшель Франция  | 228,717 км/ч | Джеффри Хэмилтон США      | 226,700 км/ч |
| Женщины    | Тарья Мулари Финляндия | 219,245 км/ч | Лисс Петтерсен Норвегия | 212,892 км/ч | Рената Коларова Швейцария | 210,526 км/ч |